# Afranthidium murinum
Afranthidium murinum är en biart som först beskrevs av Pasteels 1984.  Afranthidium murinum ingår i släktet Afranthidium och familjen buksamlarbin. Inga underarter finns listade i Catalogue of Life.